# Foot Ball Club Torino 1908-1909
Questa voce raccoglie le informazioni riguardanti il Foot Ball Club Torino nelle competizioni ufficiali della stagione 1908-1909.

## Rosa
| N. |                     | Ruolo | Calciatore              |
| -- | ------------------- | ----- | ----------------------- |
|    | Svizzera (bandiera) |       | Heinrich Bachmann       |
|    | Svizzera (bandiera) |       | Friedrich Bollinger (c) |
|    | Italia (bandiera)   |       | Pierluigi Caldelli      |
|    | Italia (bandiera)   |       | Carlo Capra II          |
|    | Italia (bandiera)   |       | Enrico Debernardi I     |
|    | Svizzera (bandiera) |       | Eugène De Fernex        |
|    | Scozia (bandiera)   |       | Jack Diment             |
|    | Svizzera (bandiera) |       | Oscar Engler            |
|    | Italia (bandiera)   | P     | Attilio Fresia          |

| N. |                        | Ruolo | Calciatore                 |
| -- | ---------------------- | ----- | -------------------------- |
|    | Svizzera (bandiera)    |       | Humber                     |
|    | Svizzera (bandiera)    |       | Hans Kämpfer               |
|    | Svizzera (bandiera)    |       | Georges Lang               |
|    | Italia (bandiera)      |       | Vittorio Morelli di Popolo |
|    | Italia (bandiera)      |       | Umberto Pennano            |
|    | Svizzera (bandiera)    |       | Reichas                    |
|    | Inghilterra (bandiera) |       | Arthur Rodgers             |
|    | Italia (bandiera)      |       | Giacomo Zuffi I            |
|    | Italia (bandiera)      |       | Enea Zuffi II              |

## Risultati

### Prima Categoria

#### Eliminatorie Regionali del Piemonte

##### Primo turno
| Arbitro: | Meazza |

|          |           |  |
| Capra II | Marcatori |  |

| Arbitro: | Goodley |

|               |           |          |
| E. Borel Frey | Marcatori | Capra II |

| Arbitro: | Radice |

|         |           |  |
| Zuffi I | Marcatori |  |

##### Secondo turno
| Arbitro: | Meazza |

|                                     |           |              |
| Annibale Visconti 41’ Rampini I 89’ | Marcatori | 62’ Zuffi II |

| Arbitro: | Goodley |

|  |           |               |
|  | Marcatori | 67’ Rampini I |

### Palla Dapples

#### 42ª edizione
| Vercelli 27 dicembre 1908 Gara unica | Pro Vercelli          | 2 – 5 | Torino | Stadio Foro Boario\| Arbitro: \| Bertinetti (Vercelli) \| |
| Arbitro:                             | Bertinetti (Vercelli) |       |        |                                                           |

#### 43ª edizione
| Arbitro: | Goodley |

|                            |           |  |
| Capra II Kaempfer Zuffi II | Marcatori |  |

#### 44ª edizione
| Arbitro: | Meazza (Milano) |

|                  |           |      |
| Capra II Reichas | Marcatori | Frey |

#### 45ª edizione
| Torino 28 marzo 1909 Gara unica                                   | Torino    | 2 – 1   | Milan | Velodromo Umberto I |
| \| \| \| \| \| Laich .’ (aut.) Zuffi I \| Marcatori \| Vivante \| |           |         |       |                     |
|                                                                   |           |         |       |                     |
| Laich .’ (aut.) Zuffi I                                           | Marcatori | Vivante |       |                     |

#### 46ª edizione
| Torino 4 aprile 1909 Gara unica | Torino | 2 – 0 (a tav.) | Milan | Velodromo Umberto I |

#### 47ª edizione
| Arbitro: | Malvano |

|  |           |        |
|  | Marcatori | Herzog |

## Statistiche

### Statistiche di squadra
| Competizione    | Punti | In casa | In casa | In casa | In casa | In casa | In casa | In trasferta | In trasferta | In trasferta | In trasferta | In trasferta | In trasferta | Totale | Totale | Totale | Totale | Totale | Totale | DR  |
| Competizione    | Punti | G       | V       | N       | P       | Gf      | Gs      | G            | V            | N            | P            | Gf           | Gs           | G      | V      | N      | P      | Gf     | Gs     | DR  |
| --------------- | ----- | ------- | ------- | ------- | ------- | ------- | ------- | ------------ | ------------ | ------------ | ------------ | ------------ | ------------ | ------ | ------ | ------ | ------ | ------ | ------ | --- |
| Prima Categoria |       | 3       | 2       | 0       | 1       | 2       | 1       | 2            | 0            | 0            | 2            | 2            | 5            | 5      | 2      | 0      | 3      | 4      | 6      | -2  |
| Palla Dapples   |       | 6       | 5       | 0       | 1       | 13      | 3       | 1            | 1            | 0            | 0            | 5            | 2            | 6      | 5      | 0      | 1      | 18     | 5      | +13 |
| Totale          |       | 9       | 7       | 0       | 2       | 15      | 4       | 3            | 1            | 0            | 2            | 7            | 7            | 12     | 8      | 0      | 4      | 22     | 11     | +11 |

### Statistiche dei giocatori
| Giocatore            | Prima Categoria | Prima Categoria | Palla Dapples | Palla Dapples | Totale   | Totale |
| Giocatore            | Presenze        | Reti            | Presenze      | Reti          | Presenze | Reti   |
| -------------------- | --------------- | --------------- | ------------- | ------------- | -------- | ------ |
| E. Bachmann I        | 0               | 0               | 1             | 0             | 1        | 0      |
| F. Bollinger         | 5               | 0               | 5             | 0             | 10       | 0      |
| P. Caldelli          | 0               | 0               | 2             | 0             | 2        | 0      |
| C. Capra II          | 5               | 2               | 5             | 4             | 10       | 6      |
| E. Debernardi I      | 5               | 0               | 5             | 0             | 10       | 0      |
| E. De Fernex         | 5               | 0               | 2             | 0             | 7        | 0      |
| J. Diment            | 5               | 0               | 4             | 0             | 9        | 0      |
| O. Engler            | 5               | 0               | 5             | 0             | 10       | 0      |
| A. Fresia            | 5               | -6              | 5             | -5            | 10       | -11    |
| Humber               | 0               | 0               | 1             | 0             | 1        | 0      |
| H. Kaempfer          | 0               | 0               | 1             | 1             | 1        | 1      |
| G. Lang              | 0               | 0               | 1             | 2             | 1        | 2      |
| V. Morelli di Popolo | 5               | 0               | 2             | 0             | 7        | 0      |
| U. Pennano           | 0               | 0               | 2             | 0             | 2        | 0      |
| Reichas              | 0               | 0               | 1             | 1             | 1        | 1      |
| A. Rodgers           | 5               | 0               | 5             | 0             | 10       | 0      |
| G. Zuffi I           | 5               | 1               | 5             | 1             | 10       | 2      |
| E. Zuffi II          | 5               | 1               | 2             | 1             | 7        | 2      |